# Sarmujawa
Sarmujawa – gaun wikas samiti w środkowej części Nepalu  w strefie Narajani w dystrykcie Rautahat. Według nepalskiego spisu powszechnego z 2001 roku liczył on 1147 gospodarstw domowych i 7835 mieszkańców (3734 kobiet i 4101 mężczyzn).